# Olio di emù

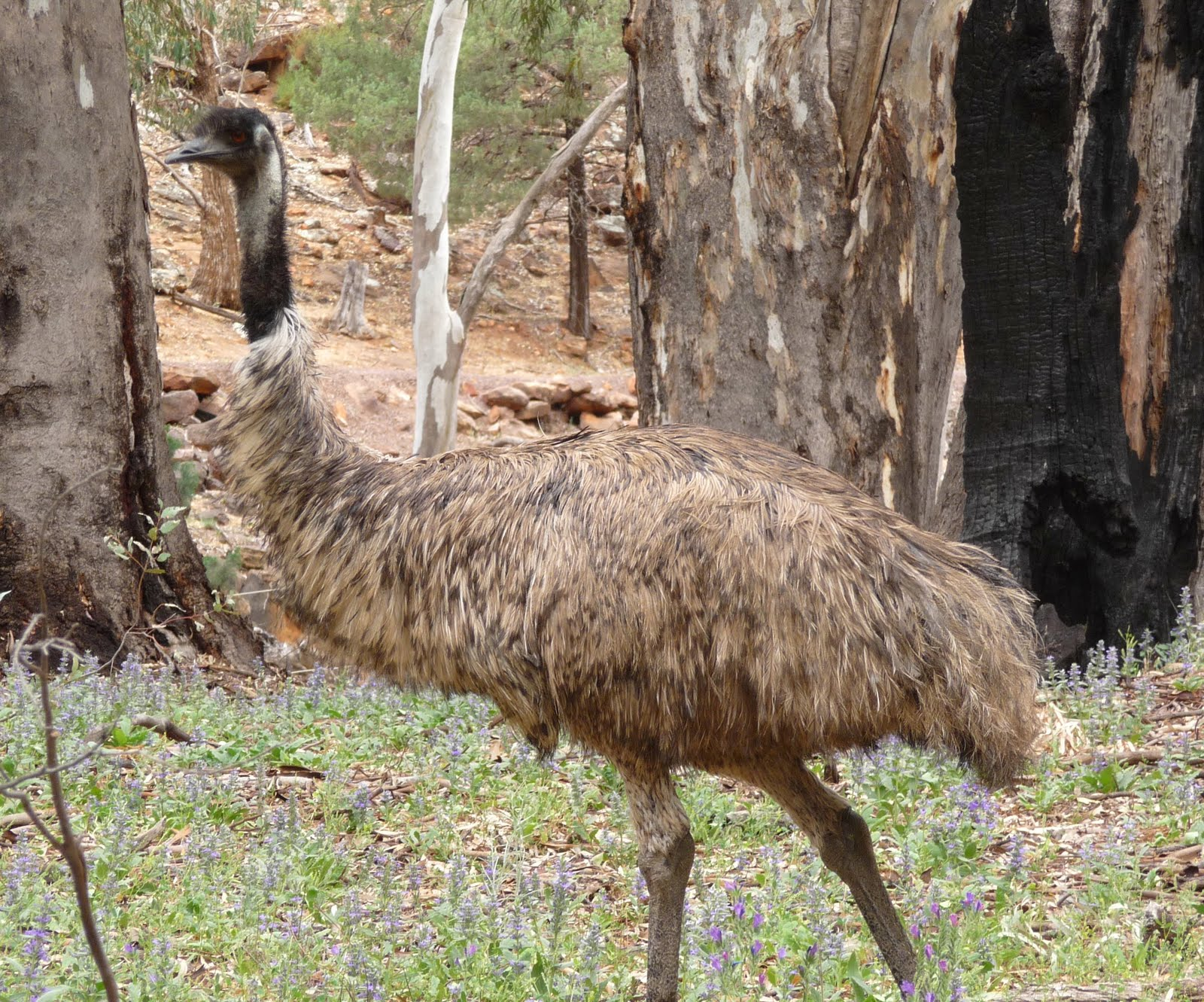
Un emù: dal suo dorso si estrae il tessuto adiposo da cui viene ricavato l'olio

L'olio di emù è un olio ottenuto dal grasso di diverse sottospecie di emù, Dromaius novaehollandiae, il più grande uccello endemico dell'Australia, in grado di raggiungere gli 1,9 metri di altezza.
L'allevamento commerciale di questo animale, che dimostra una forte adattabilità alle diverse condizioni climatiche e può essere allevato in quasi tutti i continenti, tanto che negli Stati Uniti si è arrivati a contare più di un milione di emù, mentre in India il totale dei capi ha raggiunto i 2,5 milioni di esemplari, allevati in più di 3 000 fattorie presenti in oltre 15 Stati, è finalizzato alla produzione di pelli, carni rosse alternative alle bovine e oli con presunte attività terapeutiche e si è diffuso dal 1970, tuttavia gli usi da parte di popolazioni aborigene dell'olio di emù, e quindi dell'allevamento dello stesso, sono menzionati anche in testi storici. A partire dagli anni 2010 l'interesse commerciale per la carne e l'olio di emù è tuttavia calato, rendendo l'allevamento degli emù difficilmente profittevole.
Al 2023 non esiste uno standard internazionale che definisca caratteristiche e specifiche delle attuali produzioni di olio di emù, che invece sono classificate da alcune associazioni nazionali di produttori, specie in base al grado di raffinazione, per il potenziale utilizzo: alimentare, cosmetico, terapeutico.

## Produzione
L'olio di emù viene ricavato in particolare dal dorso e dall'addome dell'animale, dalla cui carcassa viene prelevato uno strato di tessuto adiposo spesso dai 7 ai 10 cm. Una volta separato dalla carne e dalla pelle, il tessuto prelevato viene lavato, così da eliminare ogni traccia di contaminanti, quali sangue, piume o escrementi.
I tessuti adiposi lavati e sminuzzati vengono quindi processati in modo tale da estrarre da essi i lipidi. Esistono molte diverse procedure per condurre tale processo, molte delle quali peraltro analoghe a quelle sviluppate per l'estrazione dei grassi vegetali: estrazione con solvente, estrazione a caldo per fusione, estrazione con anidride carbonica o altri fluidi supercritici, ognuna delle quali viene scelta in funzione della qualità desiderata e del mercato di destinazione poiché le procedure che comportano una maggiore esposizione dei tessuti adiposi al calore, all'acqua e all'aria comportano una maggior produzione di perossidi e acidi grassi liberi e quindi una più bassa qualità finale. Le tecniche di estrazione più comuni per la produzione dell'olio di emù sono a caldo per fusione, con processi bagnati o asciutti (wet rendering o dry rendering): bollitura, forno, autoclave/digestore, e in vari casi facilitati da ultrasuoni o microonde.
Una volta estratti e separati con tecniche di centrifugazione, filtrazione o decantazione, i grassi devono essere nuovamente liberati da potenziali contaminanti. Anche in questo caso possono essere utilizzati procedimenti diversi, dal frazionamento alla centrifugazione. Dopo la filtrazione si può avere un ulteriore lavaggio del grasso, volto a realizzare una coagulazione acida dei componenti proteici residui per poterli poi separare, che viene condotto con acido citrico, fosfato di sodio o una combinazione di questi. Si ha quindi la fase di eliminazione dell'umidità attraverso un'asciugatura rapida, con il grasso lavato che viene velocemente scaldato fino a circa 115 °C.
Una volta terminata una prima fase di estrazione e filtrazione, l'olio così generato può essere raffinato in modo da eliminare acidi grassi liberi, ossia non esterificati, e perossidi. Generalmente il grado di raffinazione a cui sottoporre l'olio dipende dalla sua qualità iniziale e dal suo utilizzo finale, che può essere ad esempio cosmetico, farmaceutico o alimentare. La prima operazione di raffinazione cui viene sottoposto il prodotto è la neutralizzazione caustica, volta ad eliminare, salificandoli e rendendoli solubili in acqua, gli acidi grassi liberi, che viene condotta con l'utilizzo di una soluzione alcalina debole e a cui viene fatta seguire una separazione dei composti polari, dissolti in acqua con la centrifugazione. La fase di raffinazione successiva può essere lo sbiancamento, praticato per rimuovere carotenoidi e altri composti colorati indesiderati, ma anche altri possibili contaminanti, come metalli e perossidi, che viene effettuato tramite l'utilizzo di particolari sostanze adsorbenti, come l'argilla attivata con acido. Dopo questa fase, l'olio sbiancato può essere sottoposto alla fase di deodorazione, eseguita al fine di rimuoverne odori, perossidi, acidi grassi a catena corta e steroli, strippando vapor acqueo nell'olio riscaldato a una temperatura compresa tra 180 e 230 °C, in un regime di vuoto spinto. In genere questa è l'ultima fase di lavorazione di un olio di emù col maggior grado di qualità, cui viene poi solamente aggiunto un agente antiossidante, così da allungarne la conservazione. Da notare che l'insieme dei processi descritti, partendo dalla fase dell'estrazione, deve comportare la sterilizzazione dell'olio di emù.
L'olio così ottenuto è sostanzialmente (>99%) una miscela di trigliceridi. Questi, a seconda degli acidi grassi che li compongono, possono avere un alto punto di fusione, stearine, o uno più basso, oleine. Nel caso in cui si voglia ottenere un prodotto finale più fluido e con una minor percentuale di acidi grassi saturi, la componente ad alto punto di fusione può essere separata con un processo chiamato demargarinazione, refrigerando il tutto a circa 4 °C di temperatura e rimuovendo la fase solida tramite filtrazione. Se si vuole modificare la viscosità, preservando la stessa composizione di acidi grassi, evitando comunque una separazione in due fasi, si può eseguire un procedimento di intraesterificazione utilizzando un catalizzatore come il metossido di sodio, dove in modo casuale (per questo in inglese il processo è chiamato anche randomization) gli acidi grassi saturi si possono spostare dalle abituali posizioni 1 e 3 alla posizione 2.

## Caratteristiche chimico fisiche
Le proprietà chimico fisiche dell'olio di emù variano leggermente in funzione della sua composizione. Quest'ultima dipende a sua volta da diversi fattori, quali i processi di estrazione e raffinazione, il distretto corporeo da cui vengono prelevati i tessuti adiposi, il fenotipo e l'età degli animali, nonché la loro alimentazione abituale.
Le differenze più significative sono state rilevate tra oli ricavati da animali d'allevamento o da esemplari liberi nelle foreste.
| Caratteristiche dell'olio di emù grezzo e raffinato | Caratteristiche dell'olio di emù grezzo e raffinato |
| --------------------------------------------------- | --------------------------------------------------- |
| Umidità e impurità                                  | < (0,05% - 0,5%)                                    |
| Acidi grassi liberi                                 | < (0,05% - 1,5%)                                    |
| Colore                                              | Bianco perlato/giallo tenue                         |
| Odore                                               | Inodore                                             |
| Densità relativa                                    | 0,897 - 0,921 (20 °C)                               |
| Indice di rifrazione                                | 1,456 - 1,467                                       |
| Numero di saponificazione                           | 189 - 200 (mg KOH/g olio)                           |
| Numero di iodio                                     | 65-80                                               |
| Frazione insaponificabile                           | 0,4% - 0,54%                                        |

## Composizione
L'olio di emù è composto prevalentemente da trigliceridi con la seguente distribuzione tipica di acidi grassi.
| Composizione tipica dell'olio di semi di emù | Composizione tipica dell'olio di semi di emù | Composizione tipica dell'olio di semi di emù | Composizione tipica dell'olio di semi di emù |
| -------------------------------------------- | -------------------------------------------- | -------------------------------------------- | -------------------------------------------- |
| acido grasso                                 | Notazione Delta                              | concentrazione/(min-max)%                    | media                                        |
| acido miristico                              | 14:0                                         | 0,17 - 0,80                                  | 0,4                                          |
| acido palmitico                              | 16:0                                         | 8,7 - 30,7                                   | 22,0                                         |
| acido palmitoleico                           | 16:1Δ9c                                      | 0,1 - 6,2                                    | 3,5                                          |
| acido margarico                              | 17:0                                         | 0 - 0,2                                      |                                              |
| acido stearico                               | 18:0                                         | 7,2 - 12,1                                   | 9,6                                          |
| acido oleico                                 | 18:1Δ9c                                      | 29,9 - 62,4                                  | 47,4                                         |
| acido eladinico                              | 18:1Δ9t                                      | 1,2 - 3,0                                    | 0,4                                          |
| acido linoleico                              | 18:2Δ9c,12c                                  | 6,2 - 24,2                                   | 15,2                                         |
| acido α-linolenico                           | 18:3Δ9c,12c,15c                              | 0,1 - 1,8                                    | 0,9                                          |
| acido gadoleico                              | 20:1Δ11c                                     | 0,4 - 0,5                                    |                                              |
| 1. 2. 3.                                     |                                              |                                              |                                              |

La frazione insaponificabile è composta prevalentemente da colesterolo, la cui concentrazione nei tessuti adiposi dell'emù è dell'ordine di 41,2 mg/100 g di tessuto adiposo, mentre quella rilevabile nell'olio dipende dal processo di raffinazione.

## Utilizzi
L'olio di emù esercita un'efficace azione emolliente, idratante e dermoprotettiva ed è utilizzato tal quale o ad alte concentrazioni come olio da massaggio o per i capelli, come ingrediente emolliente nelle creme viso o corpo e nei prodotti solari.
Alcuni studi effettuati sui topi hanno evidenziato significative proprietà anti-infiammatorie dell'olio di emù e suggeriscono quindi che esso possa essere utilizzato per via topica e orale per trattare condizioni come la mucosite, la sindrome infiammatoria intestinale, l'infiammazione auricolare e per prevenire l'osteoporosi indotta dalla chemioterapia. Tuttavia, a causa dei pochi studi condotti sugli esseri umani, la FDA, ossia l'ente governativo statunitense che si occupa della regolamentazione dei prodotti alimentari e farmaceutici, non ha mai approvato prodotti a base di olio di emù puro per uso medicinale e non ha mai confermato le affermazioni secondo cui l'olio di emù è un trattamento sicuro o efficace.